# Митчелл, Беверли
Бе́верли Энн Ми́тчелл (англ. Beverly Ann Mitchell; 22 января 1981, Аркейдия, Калифорния, США) — американская актриса

, сценаристка, кинопродюсер и певица. Лауреат трёх премий «Молодой актёр» (1997, 1998, 2000) за роль Люси Кэмден в телесериале «Седьмое небо» (1996—2007). Также известна ролями Нэнси Синатры в детстве в мини-сериале «Синатра» (1992) и Эрики Эндерс в биографическом фильме «Звёздная трасса» (2003).

## Личная жизнь
С 1 октября 2008 года Митчелл замужем за бухгалтером Майклом Кэмерон, с которым она встречалась 8 лет до их свадьбы. У супругов есть трое детей: дочь Кензи Линн Кэмерон (род. 28 марта 2013), сын Хаттон Майкл Кэмерон (род. 28 января 2015) и дочь Мэйзел Джозефин Кэмерон (род. июль 2020). 23 ноября 2018 года Митчелл призналась, что она была беременна близнецами, но несколько месяцев назад у неё случился выкидыш.

## Избранная фильмография
| Год       |    | Русское название                     | Оригинальное название                    | Роль                    |
| --------- | -- | ------------------------------------ | ---------------------------------------- | ----------------------- |
| 1992      | тф | Синатра                              | Sinatra                                  | Нэнси Синатра в детстве |
| 1996—2007 | с  | Седьмое небо                         | 7th Heaven                               | Люси Кэмден-Кинкёрк     |
| 2003      | тф | Звёздная трасса                      | Right on Track                           | Эрика Эндерс            |
| 2005      | ф  | Пила 2                               | Saw II                                   | Лора Хантер             |
| 2008      | ф  | Экстремальное кино                   | Extreme Movie                            | Сью                     |
| 2011—2013 | с  | Тайная жизнь американского подростка | The Secret Life of the American Teenager | Кэйтлин О'Мэлли         |